# Tor Ragnar Gerholm
Tor Ragnar Gerholm, född 21 december 1925 i New York, död 23 juni 2007 i Stockholm, var en svensk kärnfysiker, folkbildare och känd som engagerad skeptisk samhälls- och kulturdebattör.

## Biografi
Efter studentexamen vid Norra Latin i Stockholm studerade Gerholm vid Stockholms högskola, där kärnfysikforskning bedrevs på Nobelinstitutet i Frescati. Därefter följde forskarstudier vid KTH och Uppsala universitet, där han disputerade för filosofie doktorsgrad 1956 på en avhandling om kärnfysik. Åren därefter var han kvar som forskardocent i Uppsala med ett års avbrott för ett uppdrag i Argentina för Unescos tekniska bistånd. Han vistades som gästforskare vid University of California Radiation Laboratory at Livermore i Kalifornien, vid Columbia University i New York och vid Universiteit te Groningen i Nederländerna.
I slutet av 1950-talet presenterade Gerholm en plan för ett fellowship-program i fysik vid Uppsala universitet. Programmet fick namnet "The International Seminar for Research and Education in Physics" och tog emot stipendiater från och med höstterminen 1961. Seminariet utgör ursprunget till International Science Programme i Uppsala.
1961 utsågs han till laborator och senare från biträdande till ordinarie professor i fysik fram till 1990, allt vid Stockholms universitet, varefter han blev aktiv som emeritus inom avdelningen för kärnfysik vid Stockholms universitet till sin bortgång.

## Gärning
Gerholm engagerade sig efter tiden i Argentina som aktiv motståndare till det svenska kärnvapenprogrammet. Han kom att anlitas som expert i energi- och klimatfrågor. Där var han kärnkraftsförespråkare och hade även en egen uppfattning i klimatdebatten. Han var en mycket aktiv samhällsdebattör och anlitad föreläsare med idéhistoriskt perspektiv, som inte var rädd att hävda även en obekväm åsikt. 

### Uppdrag
- Ledamot av Kungliga vetenskapsakademien (1985)[1]
- Ledamot av Ingenjörsvetenskapsakademien (1976)[1]
- Arbeten för World Energy Council om framtidens energiförsörjning
- Som skeptiker i klimatfrågan var han en av de 18 akademiska medlemmarna 1998 i European Science and Environment Forum (ESEF)